# Anatole Ngamukol
Anatole Cédric Roméo Ngamukol, né le 15 janvier 1988 à Aubervilliers, est un footballeur français, qui possède également la nationalité congolaise. Il évolue au poste d'attaquant au FC Sens.

## Biographie
Passé par les équipes de jeunes du Red Star, Ngamukol rejoint le centre de formation du Stade de Reims en 2004. Il y fait ses débuts en équipe première en 2007, alors que le club est promu du championnat National, mais ne participe qu'à deux matchs de Ligue 2. Sans contrat professionnel, il décide de tenter sa chance à l'étranger. Il part en janvier 2009 en Espagne et intègre le Real Saragosse B, la réserve du Real Saragosse. L'été suivant il signe pour un an au CF Palencia, en Segunda Division B.  
Alors que Ngamukol évolue à Palencia, il a pour coéquipier Benjamín Zarandona, qui lui propose de l'accompagner en équipe de Guinée équatoriale. En avril 2010, il dispute ainsi un match avec la sélection des moins de 20 ans lors des tours qualificatifs pour la Coupe d'Afrique des nations junior 2011. En août 2010, Ngamukol est appelé en sélection A de Guinée équatoriale pour disputer un match amical face au Maroc, mais il décline finalement la sélection. 
En 2010, il revient en France et signe à l'Union sportive Roye-Noyon, près de la région parisienne, en CFA 2. Il est alors détecté par un agent, qui lui propose un essai en Suisse. L'été suivant, il signe son premier contrat professionnel au FC Wil, en deuxième division. Il s'y fait remarquer, en marquant notamment 7 buts en 27 matchs. En mai 2012, le FC Thoune, club de l'élite suisse, annonce son arrivée et la signature d'un contrat de deux ans. Il marque son premier but dès la deuxième journée et réalise une première partie de saison de qualité. 
Le 3 janvier 2013, il est transféré au Grasshopper Club Zurich, l'un des principaux clubs du pays, contre une indemnité estimée à 800 000 €. Le 16 février, il inscrit un doublé contre les Young Boys Berne (victoire 2-0), et remporte en fin de saison son premier trophée, la Coupe de Suisse, aux tirs au but. En 2013 et 2014, son équipe termine à la 2e place du championnat. Il joue alors ses premiers matchs de Coupe d'Europe, en tour préliminaire de la Ligue des champions face à l'Olympique lyonnais puis en Ligue Europa contre la Fiorentina. Il inscrit un but lors de ce dernier match.  
Arrivé au terme de son contrat à Zurich en 2015, il annonce son souhait de revenir en France. Il signe finalement au Red Star, un de ses clubs formateurs, promu en Ligue 2,. L'attaquant s'y impose rapidement comme un joueur majeur. Ngamukol inscrit onze buts en Ligue 2 pour sa première saison avec le Red Star, avec notamment un doublé lors de la réception du FC Metz. Son association en attaque avec Hameur Bouazza porte le Red Star qui finit cinquième de Ligue 2, à un point de la montée. La saison suivante voit le club enchaîner les déconvenues et plonger dans le bas du classement. Le Red Star est avant dernier et descend en National. Cette situation entraine le départ d'Anatole Ngamukol.
Le 10 juillet 2017, Ngamukol fait son retour dans son club formateur du Stade de Reims où il hérite du numéro neuf,. Jouant 26 matches et marquant un but, il participe à la conquête du titre de champion de France de Ligue 2 et à la montée du club en Ligue 1 en 2018.
Le club rémois ne compte pas sur lui pour jouer en Ligue 1 et le président lui demande en mai 2018 de se trouver un autre club. Il lui reste pourtant un an de contrat et Ngamukol refuse de partir. Il est écarté du groupe. Avec le soutien de l'Union nationale des footballeurs professionnels (UNFP), il dénonce une situation de harcèlement professionnel. Le stade de Reims lance une procédure de licenciement pour faute grave auquel le joueur réponde par une plainte pour dénonciation calomnieuse. Le club lui propose finalement de lui payer les mois de salaire lui restant jusqu’à la fin de son contrat et de le libérer mais Ngamukol refuse et préfère aller au bout de la procédure judiciaire dans laquelle la Ligue de football professionnel (LFP) est également impliquée.

## Style de jeu
Ngamukol brille par sa pointe de vitesse et sa capacité à percuter. Il est bon dribbleur et polyvalent, capable de jouer dans l'axe ou sur les ailes.

## Statistiques
| Saison                | Club                  | Championnat             | Championnat | Championnat | Coupe nationale | Coupe nationale | Coupe de la Ligue | Coupe de la Ligue | Compétition(s) continentale(s) | Compétition(s) continentale(s) | Compétition(s) continentale(s) | Total | Total |
| Saison                | Club                  | Division                | M.          | B.          | M.              | B.              | M.                | B.                | Comp.                          | M.                             | B.                             | M.    | B.    |
| 2007-2008             | Stade de Reims        | Ligue 2                 | 1           | 0           | -               | -               | -                 | -                 | -                              | -                              | -                              | 1     | 0     |
| 2008-2009             | Stade de Reims        | Ligue 2                 | 1           | 0           | -               | -               | -                 | -                 | -                              | -                              | -                              | 1     | 0     |
| 2008-2009             | Real Saragosse B      | Segunda División B      | 21          | 7           | -               | -               | -                 | -                 | -                              | -                              | -                              | 21    | 7     |
| 2009-2010             | CF Palencia           | Segunda División B      | 18          | 2           | -               | -               | -                 | -                 | -                              | -                              | -                              | 18    | 2     |
| 2010-2011             | US Roye-Noyon         | CFA2                    | 26          | 10          | -               | -               | -                 | -                 | -                              | -                              | -                              | 26    | 10    |
| 2011-2012             | FC Wil                | Challenge League        | 27          | 7           | 3               | 0               | -                 | -                 | -                              | -                              | -                              | 30    | 7     |
| 2012-2013             | FC Thoune             | Raiffeisen Super League | 17          | 6           | 1               | 1               | -                 | -                 | -                              | -                              | -                              | 18    | 7     |
| 2012-2013             | Grasshopper Zurich    | Raiffeisen Super League | 16          | 6           | 3               | 1               | -                 | -                 | -                              | -                              | -                              | 19    | 7     |
| 2013-2014             | Grasshopper Zurich    | Raiffeisen Super League | 30          | 4           | 3               | 1               | -                 | -                 | C3                             | 2                              | 0                              | 35    | 5     |
| 2014-2015             | Grasshopper Zurich    | Raiffeisen Super League | 30          | 3           | 3               | 0               | -                 | -                 | C1                             | 4                              | 1                              | 37    | 4     |
| 2015-2016             | Red Star FC           | Ligue 2                 | 31          | 11          | 1               | 0               | -                 | -                 | -                              | -                              | -                              | 32    | 11    |
| 2016-2017             | Red Star FC           | Ligue 2                 | 36          | 7           | 2               | 1               | 1                 | 0                 | -                              | -                              | -                              | 39    | 8     |
| 2017-2018             | Stade de Reims        | Ligue 2                 | 26          | 1           | 2               | 1               | 1                 | 0                 | -                              | -                              | -                              | 29    | 2     |
| Total sur la carrière | Total sur la carrière | Total sur la carrière   | 280         | 64          | 15              | 5               | 1                 | 1                 | -                              | 6                              | 1                              | 302   | 71    |

## Palmarès
- Vainqueur de la Coupe de Suisse en 2013 avec le Grasshopper Zurich.
- Champion de France de Ligue 2 en 2018 avec le Stade de Reims.